# Стайлз, Сара
Сара Грейс Стайлз ( англ. Sarah Grace Stiles; род. 20 июня 1979 года) - американская певица и актриса, известная своей работой в постановках Офф-Бродвея и бродвейском театре.
Она исполнила роль Кейт Монстер/ Люси в фильме "Авеню Кью", а также сыграла в мюзикле "Тщеславие", в котором сыграла Джоанну. В 2015 году она была номинирована на премию "Тони" за лучшую женскую роль в пьесе за роль в фильме "Рука к Богу" и премия "Тони" за лучшую женскую роль в мюзикле в 2019 году за роль в фильме "Тутси". Она также озвучила Шпинель в фильме "Вселенная Стивена: Фильм" (2019) и "Вселенная Стивена:Будущее" (2020). Ее также можно услышать в роли примадонны Эммы Оливии в "Когда поднимается занавес", оригинальной бродвейской мыльной опере от Broadway Podcast Network.

## Биография
Стайлз родилась 20 июня 1979 года в Массачусетсе, а позже провела детство в Страффорде, штат Нью-Гэмпшир, посещая начальную школу в Страффорде. После окончания средней школы Стайлз начала свою карьеру в старшей школе в академии Коу-Браун Нортвуд в Нью-Гэмпшире.
В возрасте 12 лет Стайлз начала участвовать в театральных постановках в Портсмуте, штат Нью-Гэмпшир. Ее первой ролью была главная героиня в постановке "Энни" в репертуарном театре Seacoast. Будучи подростком, Стайлз сыграла еще две главные роли, живя в Нью-Гэмпшире: Дороти из мюзикла "Волшебник страны Оз" 1987 года и Золушку в мюзикле "Золушка" версии 1997 года. Стайлз так сильно любила театральное искусство, что проводила лето, работая на фестивале искусств в Прескотт-парке в Портсмуте.
Прежде чем начать участвовать в бродвейских постановках, она обучалась в Американской музыкально-драматической академии в Нью-Йорке. Стайлз известна своими двумя ролями в бродвейской постановке "Авеню Кью", истории студента колледжа, который переезжает в Нью-Йорк с большими мечтами, но живет на авеню Кью и у него очень мало денег. 
После того, как Стайлз провела большую часть своего времени в постановке "Авеню Кью", ей позже предложили роль Джоанны в "Тщеславии", проекте, в котором Стайлз участвовала в течение двух лет. "Тщеславие" было представлено в Pasadena Playhouse в Пасадине, штат Калифорния, но в итоге было перенесено на вторую сцену в Нью-Йорке. Эта роль в "Тщеславии" в конечном итоге привела Стайлза к участию в записи альбома с песнями.
Она сыграла роль Красной шапочки в мюзикле Стивена Сондхейма и Джеймса Лапина "В лес" в театре Делакорта в Нью-Йорке в рамках постановки "Шекспир в парке". Она снялась вместе с номинанткой на премию "Оскар" Эми Адамс и лауреатами премии "Тони" Донной Мерфи и Денисом О'Хэром.
В 2017 году Стайлз появилась в телесериале Epix "Достать коротышку". Стайлз также появилась в фильме 2018 года "Не в себе". Кроме того, в 2018 году Стайлз получила постоянную роль биржевого трейдера Axe Capital Бонни Бареллы в сериале Showtime "Миллиарды" (3-6 сезоны).
В сентябре 2018 года она появилась в мюзикле "Тутси", который был показан в театре "Кадиллак Палас" в Чикаго с 11 сентября по 14 октября 2018 года. Премьера мюзикла на Бродвее состоялась в апреле 2019 года. В третьем сезоне телесериала Epix "Достать коротышку" героиня Стайлз, певица-актриса Глэдис Пэрриш, снимается в бродвейском мюзикле "Тутси" в роли персонажа, которого Стайлз на самом деле сыграла в мюзикле. Такое развитие сюжета позволило Стайлз воссоздать один из ее номеров из бродвейского шоу в телесериале.

## Фильмография
| Год  | Фильм                                | Роль     |
| ---- | ------------------------------------ | -------- |
| 2018 | Не в себе                            | Джил     |
| 2021 | Здесь и сегодня                      | Сара     |
| 2023 | Трансформеры: Восхождение Звероботов | Джиллиан |

### Телевидение
| Год       | Название проекта           | Роль                            |
| --------- | -------------------------- | ------------------------------- |
| 2012-2013 | Подопытные                 | Идди, представитель Белого дома |
| 2016      | Черный список              | Секретарь                       |
| 2017      | Лучшие пончики             | Дана                            |
| 2017      | Умираю со смеху            | Тони Лудди                      |
| 2017-2018 | Санни Дэй                  | Лейси (озвучка)                 |
| 2017-2019 | Достать коротышку          | Глэдис                          |
| 2018-2022 | Миллиарды                  | Бонни Барелла                   |
| 2018      | Диетлэнд                   | Сьюзи                           |
| 2019      | Вселенная Стивена: Фильм   | Шпинель (озвучка)               |
| 2020      | Вселенная Стивена: Будущее | Шпинель (озвучка)               |
| 2021      | The Crew                   | Бет Пейдж                       |
| 2022      | Удивительная миссис Мейзел | Злобная жена                    |
| 2024      | Отель Хазбин               | Мимзи (озвучка)                 |